# چوبین (فارسان)
چوبین، روستایی از توابع بخش مرکزی شهرستان فارسان در استان چهارمحال و بختیاری ایران است. نام این روستا به علت رویش نوعی گیاه خوشبو و معطر است که برای خوش طعم کردن دوغ از آن استفاده می شود و در زبان محلی چو نامیده می شود و در روایتی دیگر گفته می شود که بهرام چوبین در یکی از نبردهایش به این منطقه عقب‌نشینی کرده است و برای مدتی در این روستا ساکن بوده است.

## جمعیت
این روستا در دهستان میزدج علیا قرار دارد و براساس سرشماری مرکز آمار ایران در سال ۱۳۸۵، جمعیت آن ۱۲۷ نفر (۲۵خانوار) بوده‌است.